# Lee H. Herman
Leander „Lee“ Hazen Herman (* 6. Oktober 1939) ist ein US-amerikanischer Koleopterologe. Sein Forschungsschwerpunkt sind die Kurzflügler (Staphylinidae). Er ist emeritierter Kurator an der Abteilung für Wirbellosen-Zoologie des American Museum of Natural History und emeritierter Professor an der Richard Glider Graduate School.

## Leben
Hermans Arbeit mit Kurzflüglern begann nach dem Abschluss der Graduate School. Auf Anregung des Zikadenexperten David Allan Young widmete er sich der Ökologe, dem Verhalten, der Genetik, der Morphologie und schließlich der Systematik der Kurzflügler. Er verbrachte ein Jahr im Iran, wo er Käfer und Ektoparasiten von Säugetieren sammelte. 1961 erlangte er den Bachelor of Science an der Pennsylvania State University. Nach Studien an der North Carolina State University in Raleigh von 1961 bis 1962 und an der Purdue University in Lafayette, Indiana von 1966 bis 1967 wurde er im Oktober 1967 zum Ph.D. an der Catholic University of America in Washington, D.C. promoviert. Seine Promotionsarbeit trug den Titel A generic revision of the Oxytelinae of the world (Coleoptera Staphylinida).
Hermans erstes Projekt war eine Revision der Unterfamilie Paederinae. Sie umfasst 220 Gattungen und 6000 Arten räuberisch lebender Käfer. Ihr Verbreitungsgebiet erstreckt sich über den größten Teil der Erde und die meisten Arten leben in Humus und im Bodenstreu. Anschließend widmete sich Herman der Revision der Unterfamilie Oxytelinae, wo er sich insbesondere für die Gattung Bledius interessierte, für die er in den frühen 1970er Jahren erstmals das Rasterelektronenmikroskop einsetzte, um strukturelle Details der Mundwerkzeuge aufzuzeigen, die bei der Klassifizierung der Gattung nützlich waren. Die Käfer der Gattung Bledius sind global verbreitet. Sie graben sich im feuchten Sand ein und ernähren sich von Kieselalgen. Herman veröffentlichte ferner Studien über die Unterfamilie Pseudopsinae. Er betrieb Feldarbeit in Nordamerika, Südamerika, Nicaragua, im Iran und Vietnam. Gemeinsam mit anderen Mitgliedern der Entomological Society of America gründete er im Jahr 1968 in Dallas die Coleopterists Society, die die Publikation The Coleopterists Bulletin herausgibt.
Herman beschrieb über 271 Arten und 11 Gattungen.

## Auszeichnungen und Dedikationsnamen
Im Jahr 2014 erhielt Lee H. Herman die J. O. Westwood Medal der Royal Entomological Society. Im Jahr 2011 wurde die Kurzflügler-Art Neolindus hermani nach Herman benannt, der 1991 eine Revision der Gattung Neolindus vornahm.